# Magnetna mešalica
Magnetna mešalica je laboratorijski instrument koji služi za mešanje tečne supstance primenom obrtnog magnetnog polja ispod suda u kom se meša i magnetom koji se nalazi u sudu i rotira se pod dejstvom polja. Najčešće se koristi u hemijskim i biološkim laboratorijama, ali ima primenu i u drugim naučnim disciplinama, kao i u industriji. Rotaciono polje stvara se uz pomoć stalnog magneta koji se rotira na motoru ili uz pomoć seta statičnih elektromagneta koji se naizmenično uključuju. Najčešće magnetna mešalica ima i grejnu plotnu kako bi tečnost mogla da se zagreva tokom mešanja.
Magnet koji se koristi za mešanje obložen je najčešće teflonom i dolazi u različitim dimenzijama.